# Every Man Has a Woman Who Loves Him
Pistes de Double Fantasy
Dear Yoko
(12) Hard Times Are Over
(14)
Every Man Has a Woman Who Loves Him est une chanson de Yoko Ono parue en 1980 sur l'album Double Fantasy enregistré en collaboration avec son mari John Lennon. 

## Parution
La chanson, écrite et chantée par Yoko Ono, avec son mari aux chœurs, est la pénultième piste de l'album Double Fantasy publié le 17 novembre 1980. Une relecture plus douce, réenregistrée après le décès tragique de son mari, a été incluse sur l'album Double Fantasy - Stripped Down en 2010. 

### John Lennon
Singles de John Lennon
I'm Stepping Out
(1984) Jealous Guy
(1985)
Une version retouchée de l'enregistrement d'origine, mais cette fois donnant le chant principal à Lennon, est parue en single en 1984 afin de promouvoir Every Man Has A Woman (en), un album de reprises de chansons de Yoko Ono par d'autres artistes sur lequel cette version est placée en ouverture. Il s'agit du seul single de Lennon à ne pas avoir réussi à se classer dans les charts d'un côté ou de l'autre de l'Atlantique. Un film noir et blanc, réalisé par Roger H. Lyons, est produit comme clip,.  La face B est la chanson It's Alright, interprétée par leur fils de huit ans Sean Ono Lennon, qui clôt aussi l'album.
Cette version est aussi incluse dans la compilation Lennon en 1990 et comme bonus dans la réédition de 2001 du disque Milk and Honey. Elle est exclue du disque Singles de la collection John Lennon Signature Box sortie en 2010 mais incluse dans la compilation Gimme Some Truth: The Ultimate Mixes en  2020.

### RemixDance
Une série de remix House progressive intitulés Everyman... Everywoman... ont été mis en ligne sur iTunes en 2004 dont celui des DJ californiens Blow-Up (en) qui fut inclus en  2007 sur un autre album de reprises de chansons de Yoko Ono, Yes, I'm a Witch.
Téléchargements numérique de Everyman... Everywoman... avec Yoko Ono
1. Basement Jaxx Classix MAN2MAN Mix – 4:02
2. Murk Space Miami Mix – 5:17
3. Dave Audé (en) Radio Edit – 3:51
4. Blow-Up (en) Radio Edit – 3:57
5. Basement Jaxx Night Dub – 5:45
6. Ralphi Rosario (en) Main Mix – 8:04
7. DJ Vibe Mix – 8:05
8. assengerz Ono Mixshow – 6:24
9. Dave Audé Dub – 8:27
10. Basement Jaxx Club Mix 2 – 7:11
11. Blow Up Plastic Mix – 5:42
12. Basement Jaxx Classix Mix – 4:00